# Бирн, Брэдли
Брэдли Робертс Бирн (англ. Bradley Roberts Byrne; род. 16 февраля 1955 года, Мобил, Алабама) — американский юрист и политик-республиканец, член Палаты представителей Соединенных Штатов от 1-го избирательного округа Алабамы с 8 января 2014 года по 3 января 2021 года, член Сената Алабамы в 2003—2017 годах от 32-го избирательного округа Алабамы.

## Биография
В 1973 году он окончил Университетское военное училище в городе Мобил, в 1977 году получил степень бакалавра в Университете Дьюка. В 1980 году Бирн окончил Школу права Алабамского университета. Он вёл частную юридическую практику. Член Совета по образованию Алабамы с 1994 по 2002 год. В 1997 году перешёл из Демократической партии в Республиканскую. Член Сената штата Алабама с 2002 по 2007 год, канцлер Алабамского департамента последипломного образования с 2007 по 2009 год.
Бирн был кандидатом на должность губернатора штата Алабама в 2010 году. В декабре 2013 года он победил на досрочных выборах в Палату представителей.
В 2020 году был кандидатом на выборах в Сенат США от Алабамы, однако занял третье место на внутрипартийных выборах республиканцев (после Томми Табервилла и Джеффа Сешнса).